# 栗原隆司
栗原 隆司（くりはら たかし、1952年 - ）は、フリーの鉄道写真家。福岡県太宰府市出身。福岡県立筑紫丘高等学校を経て、1年浪人の後、東京写真大学短期大学部写真応用科卒。

## 来歴
高等学校在学時代に筑豊の各地の専用線、貝島炭鉱専用線、筑豊本線、室木線、香月線、宮田線、その他北九州地区の蒸気機関車列車の撮影を開始、そのまま、鉄道写真に生涯を捧げ、鉄道写真家として著名なフォトグラファーとなる。「九州・花の旅」（海鳥社、2004年刊）等の花の写真をも手がける。主として日本国内の鉄道写真、特にJR九州の写真が主。現在は太宰府市在住。

## 著書
- 筑豊のSL（1998年、ないねん出版、ISBN 978-4931374171）
- 鉄道撮影JR線パーフェクト（1999年、弘済出版社、ISBN 978-4330539980）
- 九州SL紀行（2000年、ないねん出版、ISBN 978-4931374232）
- 栗原写真館鉄路叙情編（2001年、交通新聞社、ISBN 978-4330661018）
- 九州花の名所12ヵ月（2001年、山と溪谷社、ISBN 978-4635006774）
- 鉄道のある風景 日本縦断写真集（2002年、海鳥社、ISBN 978-4874154144）
- 九州・鉄道の旅（2003年、海鳥社、ISBN 978-4874154588）
- 九州・花の旅（2004年、海鳥社、ISBN 978-4874154748）
- 高千穂鉄道（2006年、海鳥社、ISBN 978-4874155745）
- 鉄道再発見の旅（2007年、海鳥社、ISBN 978-4874156483）

共著・写真提供
- パーフェクトシリーズ3 ブルートレイン（1983年、講談社、ISBN 978-4061806535）
- パーフェクトシリーズ11 ひかり・有明 特急にっぽん縦断（1984年、講談社、ISBN 978-4061806818）
- パーフェクトシリーズ12 雷鳥・白山 特急にっぽん縦断（1984年、講談社、ISBN 978-4061806825）
- パーフェクトシリーズ14 ビスタカー パノラマカー ロマンスカー 特急にっぽん縦断（1985年、講談社、ISBN 978-4061806849）
- パーフェクトシリーズ16 やまびこ・はつかり 特急にっぽん縦断（1985年、講談社、ISBN 978-4061806863）
- パーフェクトシリーズ17 私鉄の電車1 （1985年、講談社、ISBN 978-4061806870）
- パーフェクトシリーズ26 鉄道対バス 比較大図鑑（1985年、講談社、ISBN 978-4061866263）
- ニューパーフェクト JR特急（1989年、講談社、ISBN 978-4061958531）
- 講談社パノラマ図鑑 ブルートレイン（1992年、講談社、ISBN 978-4062500234） - 柏原治
- 講談社パノラマ図鑑 新幹線（1992年、講談社、ISBN 978-4062500128）
- スーパービュー踊り子（1992年、扶桑社、ISBN 978-4594009922） - いのうえよしお
- 講談社パノラマ図鑑 機関車・貨車 鉄道と貨物輸送（1993年、講談社、ISBN 978-4062500371） - 柏原治
- ニューパーフェクト ブルートレイン（1993年、講談社、ISBN 978-4061958524） - ヴィップス、川上直行
- ニューパーフェクト 最新特急ものしり（1996年、講談社、ISBN 978-4061958708）
- 新・ニューパーフェクト JR特急（1998年、講談社、ISBN 978-4062682527） - 中村ゆういち
- 新・ニューパーフェクト 飛行機（1999年、講談社、ISBN 978-4062682602） - 結解喜幸
- 20世紀なつかしの国鉄客車列車（2002年、山と溪谷社、ISBN 978-4635068147） - 井上広和、坂正博
- パーフェクトキッズ JR特急（2004年、講談社、ISBN 978-4062746724）
- 昭和30年代の福岡（2007年、アーカイブス出版、ISBN 978-4903870168） - 香山義憲、北島寛、椎野実、薗部澄、平田稔博